# ناحیه ون بورن، شهرستان مونرو، ایندیانا
ناحیه ون بورن، شهرستان مونرو، ایندیانا (به انگلیسی: Van Buren Township, Monroe County, Indiana) یک سکونتگاه مسکونی در ایالات متحده آمریکا است که در شهرستان مونرو، ایندیانا واقع شده‌است.

## خصوصیات
ناحیه ون بورن ۱۱٬۹۸۱ نفر جمعیت دارد و ۲۸۲ متر بالاتر از سطح دریا واقع شده‌است.